# Cucina sambenedettese

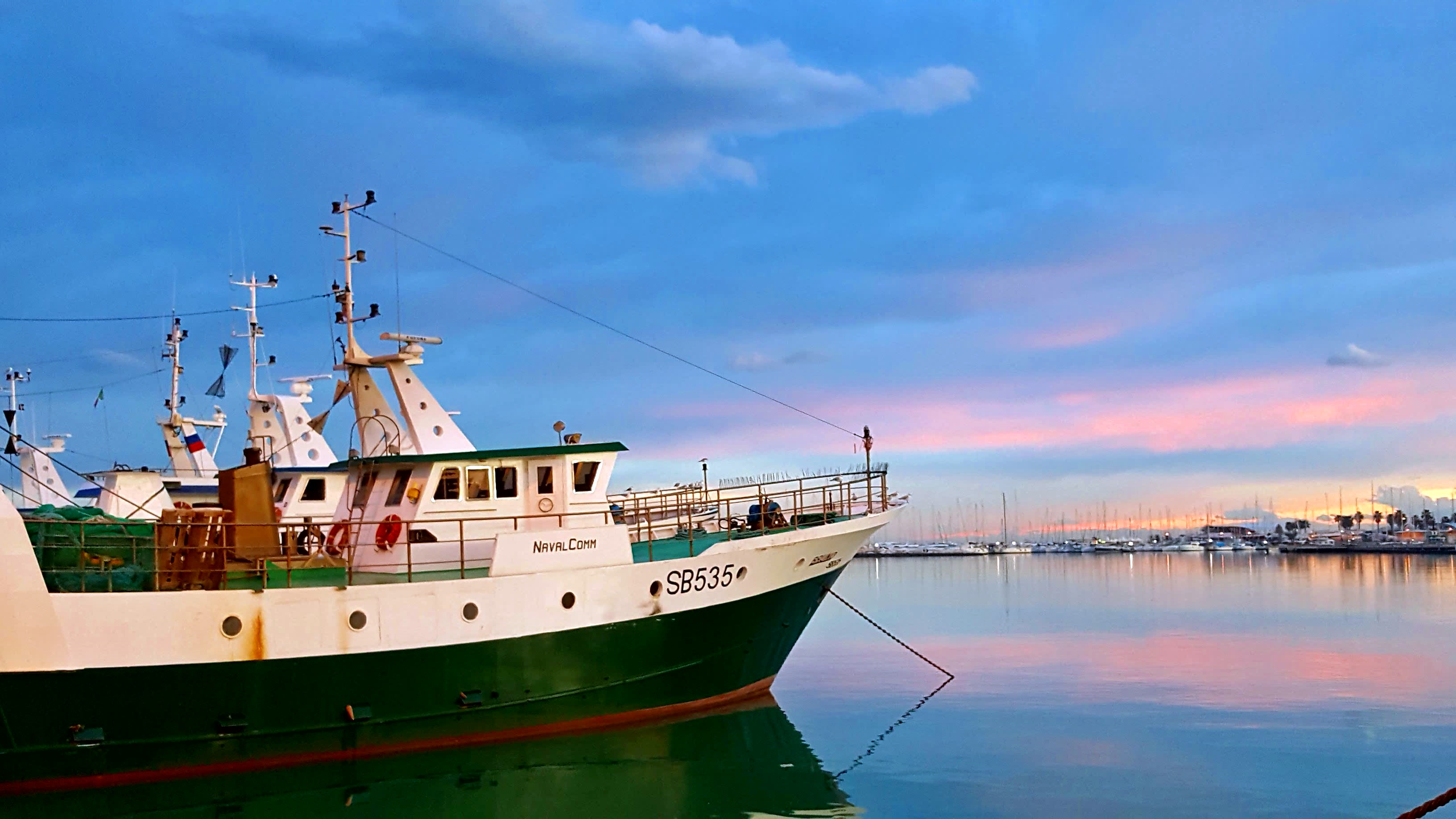
I pescherecci: simbolo della cucina marinara locale

La cucina sambenedettese è una variante della cucina marchigiana, diffusa, oltre che a San Benedetto del Tronto, anche in tutta la Riviera delle Palme.

## Simboli gastronomici cittadini
Nella città e nelle zone costiere vicine sia marchigaiane che abruzzesi, da sempre è rilevante la cucina marinara. Il simbolo delle tradizioni gastronomiche locali è il Brodetto alla sambenedettese, celebrato in diverse manifestazioni annuali.
La pesca a San Benedetto viene praticata fin dal 1700, con l'immigrazione di famiglie marinare già appartenenti al più generale contesto Adriatico, con cui ha inizio un decisivo sviluppo dell’attività peschereccia. In città nacquero le prime Cantine, luoghi di ritrovo e socializzazione, dove si pagava solo lo scomoto, ossia il servizio al tavolo, il vino consumato e l’eventuale cottura di pasta condita con i sughi portati direttamente dai pescatori. La popolazione locale si riuniva presso le Cantine per passare del tempo insieme in allegria, bevendo il vino e gustando il pesce fresco appena pescato.
Soltanto dopo la nascita della pesca oceanica nel 1950 nacquero le trattorie, dove si mangiava sia carne che pesce, da cui iniziarono a svilupparsi le prime avvisaglie della ristorazione, e con essa, la nascita degli antipasti, le grigliate di pesce e le fritture fino ad arrivare al concetto di ristorazione attuale.

## Antipasti

### Olive Ripiene alla Sambenedettese
Sono la versione a base di pesce delle Olive ascolane; i pesci usati come ingrediente sono il nasello, la gallinella, il pesce san Pietro e la rana pescatrice. La ricetta prevede l'uso di olive verdi denocciolate, con un ripieno realizzato con pesce bollito e poi tritato finemente con l'aggiunta di noce moscata, pepe nero, rossi d'uovo, prezzemolo, poco olio di semi di girasole e parmigiano reggiano grattugiato; talvolta sono ammesse piccole quantità di buccia di limone grattugiata. Una volta panate, vengono cotte in olio extra vergine d'oliva o in olio di semi di arachide bollente; raggiunta la doratura, vanno servite assieme ad altri prodotti fritti, da antipasto o come aperitivo.

### Alici scottadita
Sono alici arrosto servite appena tolte dalla griglia. Ancora oggi in porto, al rientro di una barca, c'è chi organizza grigliate di alici al volo, specie nelle sere estive.

### Crudo di Calamaretti e triglie al limone
- Crudo di calamaretti - gli ingredienti sono calamaretti, aceto, limone, peperoncino macinato, aglio prezzemolo e olio. La preparazione prevede di far marinare i calamaretti nell'aceto per circa mezz'ora, per poi strizzarli accuratamente e quindi condirli con olio, succo di limone, prezzemolo e aglio tagliati finemente e peperoncino. Una variante è quella di preparare il crudo anche di triglie, di seppie di piccolissime dimensioni e di magnana, con lo stesso procedimento.
- Triglie al limone - circa 900 grammi di triglie piccole e medie, prezzemolo, 2 limoni, uno spicchio di aglio, olio, sale. La preparazione prevede nel disporre le triglie, già pulite, in un tegame, aggiungere il succo di limone, l'olio, l'aglio e il prezzemolo tritati. Salare e coprire interamente il pesce di limone. Coprire e lasciare cuocere a calore per circa quindici minuti.

## Primi piatti
I primi piatti della cucina sambenedettese comprendono varie minestre di pesce e i risotti ai frutti di mare, piatti tipici marinari che si mangiavano la sera come piatto caldo. Altri piatti di pasta della tradizione locale sono gli spaghetti alla pescatora (con il pomodoro), alla marinara (in bianco) e gli spaghetti allo scoglio, realizzati con un formato di pasta corta, di produzione locale e di grande dimensioni, conditi con frutti di mare e crostacei. Altri tipi di pasta sono le mezze maniche allo scoglio, gli gnocchetti al sugo di pesce bianco, gli spaghetti con ragù di pesce o con le vongole. La pasta alla trabaccolara è un piatto tradizionale di Viareggio che nasce dalla fusione delle tradizioni marinare e culinarie delle due città: la specialità prende il nome dal trabaccolo, un'imbarcazione che giunse a Viareggio attraverso dei pescatori di San Benedetto del Tronto che si trasferirono nella città toscana fra gli anni venti e trenta del Novecento.

### Le Cazole e i fegati di merluzzo
Le cazole e i fegati di merluzzo sono una delle tradizionali ghiottonerie dei pescatori. La parola "cazole" deriva dal gergo locale e indica le gonadi femminili del merluzzo piene di piccolissime uova, che assieme al fegato venivano tolte e messe da parte dai pescatori prima di vendere il pesce al mercato per finire quasi sempre nelle padelle di bordo. 
Con queste si preparava un condimento delizioso a base di pesce da unire a diversi formati di pasta. La preparazione prevede anche l'utilizzo di calamaretti, che vengono puliti e aggiunti assieme alle cazole in un soffritto di cipolla e olio. Dopo averle cotte per una decina di minuti, si vanno ad aggiungere gli spaghetti cotti al dente per poterli quindi risaltare qualche minuto nel sugo ancora caldo.

### Pesti di pesce
- Linguine al pesto di pesce: la preparazione prevede di pulire e diliscare i pesci, per preparare un battuto con la loro polpa, cipolla ed aglio. Rosolare il tutto nell'olio e peperoncino. Dopo qualche minuto aggiungere uno spruzzo di vino, farlo evaporare e aggiungere la polpa di pomodoro, salare e completare la cottura. Lessare le linguine a parte, scolarle, metterle in una terrina, versarvi sopra il condimento preparato, mescolare bene e servire.
- Spaghetti con pesto di alici: la preparazione prevedere di rosolare olio, cipolla e aglio e aggiungere alici despinate e battute con peperoncino, prezzemolo, vino e cognac. Cuocere 20 minuti, sempre girando per non far attaccare. Aggiungere i pelati e la conserva e cuocere per 15 minuti. Cuocere a parte gli spaghetti, condire con il pesto di alici e aggiungere un po' di prezzemolo.

### Fedelini con le pannocchie
È piatto di pasta simili agli spaghetti del tipo Fedelini, l'ingrediente principale sono le "pannocchie" o canocchie.
La preparazione prevede in una padella grande mettere olio, peperoncino, passata di pomodoro, acqua, sale, pepe e le pannocchie, da far cuocere per 30 minuti. Cuocere i fedelini e condire con il sugo servendo a parte le pannocchie.

### Risotto alla marinara

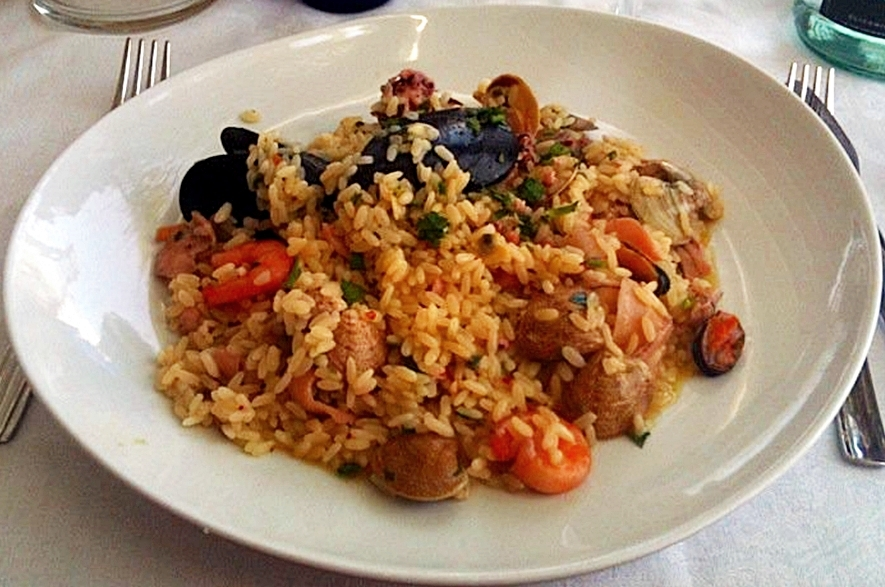
Risotto alla marinara

È un piatto a base di riso, classico della marineria locale e non solo. La preparazione consiste nel soffriggere la cipolla nell'olio, aggiungere le seppie, i gamberetti e le vongole aperte a parte, due bicchieri d'acqua, uno di vino con acqua delle vongole, alloro, peperoncino; si fa ritirare a metà. Il riso cotto a parte va unito al sugo di pesce ed amalgamato con il prezzemolo.

### Lingue di passero al sugo di code di rospo
La preparazione di questo piatto locale prevede di spellare e lavare le code di rospo, togliere l'osso e batterle grossolanamente con un coltello. Soffriggere la cipolla tritata finemente con il peperoncino nell'olio per 2 minuti, aggiungere la coda di rospo e far ritirare l'acqua. Salare. Completare con i pelati ed il battuto di prezzemolo e maggiorana e far cuocere per 20 minuti. Prima che finisca la cottura assaggiare ed aggiustare a proprio gusto il sapore del sugo. Cuocere le lingue di passero al dente (sono semini di pasta, ideali per minestre delicate, vellutate e brodi) e condirle con il sugo di code di rospo.

### Cannarù alle sarde
L'autoconsumo delle famiglie di pescatori era costituito da pesce essiccato come merluzzi e polpi. Molto diffuso era anche l'abitudine di conservare pesci sotto sale, sarde e alici in particolare. I cannarù sono un tipo di pasta asciutta simile agli ziti, che veniva condita con un sugo a base di sarde sotto sale.

## Secondi piatti

### Trippa di mare
Questa ricetta è originaria di San Benedetto del Tronto e si è diffusa a Viareggio grazie all'emigrazione di inizio XX secolo dei pescatori sanbenedettesi. 
L'unione delle due tradizioni marinare e gastronomiche è tuttora presente in piatti quali la pasta alla trabaccolara, dal termine trabaccolari (utilizzatori di trabaccoli) utilizzato dai viareggini per indicare per metonimia i pescatori marchigiani. 
La trippa di mare si ricavava dallo stomaco della rana pescatrice, che veniva pulito con acqua di mare aprendolo e legandolo a lenze fuoribordo. 

### Stoccafisso alla sambenedettese
Ai pescatori che tornavano a riva, veniva concessa una sorta di regalia, la "muccigna", è la cassetta di pesce che il capitano mette da parte per sé alla fine della giornata di pesca in mare
, che veniva impiegata per l'autoconsumo familiare. Anche se la richiesta di pesce essiccato, in primis lo stoccafisso era maggiore nelle località dell'entroterra, piuttosto che in quelle costiere, per ovvie ragioni, anche in queste ultime è rimasto costante l'uso di questi alimenti. Le ricette che sambenedettesi presentano fra loro differenziazioni anche notevoli (l'uso di patate, ad esempio), e piccoli particolari che arricchiscono il piatto (il finocchio selvatico, piuttosto che olive verdi, il rosmarino piuttosto che tonno e alici).
- Stoccafisso con tonno e alici
- Stoccafisso con pomodoro e patate
- Stoccafisso con patate

### Seppie e patate
Le seppie e patate, sono un piatto tipico sambenedettese, diffuso anche in altre regioni, è un piatto semplice con pochi ingredienti; possono essere servite in bianco, oppure aggiungendo della passata di pomodoro,  con l'aggiunta di olio di oliva, aglio e prezzemolo tritato ed a gusto aceto di vino, da servire caldo o anche freddo.

### Seppie e piselli
Le seppie e piselli sono, probabilmente, uno dei piatti più conosciuti, tra i piatti di stagione. Molti altri piatti trovano in determinati periodi dell'anno i loro momenti; per le pannocchie, ad'esempio febbraio e marzo; a primavera il brodo di vesbane, i roscioletti coi peperoni maggio e giugno, come del resto la magnana, e la tarda primavera è anche la stagione ideale per il sugo di polpi. In particolare nella zona di San Benedetto del Tronto ci sono diverse ricette che variano da quelle primaverili, oltre la primavera e a fine estate inizio autunno. 
- Seppie e piselli - seppie tagliate a grandi pezzi, cipolla, olio; dopo 15 minuti di cottura aggiungere il vino, dopo altri 15 minutri i piselli. Giunti alla cottura salare, pepare e aggiungere peperoncino a piacere.
- Minestra di Buatti - è una minestra che vede come ingrediente il ghiozzo paganello, denominato Buatti in dialetto sambenedettese, perché abboccano voracemente alle lenze. la preparazione prevede di lessare in acqua salata con sedano i buatti già puliti, passare con il colino da brodo. Aggiungere la cipolla soffritta a parte, un po' di pelati, la grattugiata di limone. In un quarto di brodo cuocere il riso al dente.
- Rospi in potacchio-  è una versione della rana pescatrice, fatta in padella con pelati. La preparazione consiste in lavare i rospi, tagliare i rospi, tagliare a pezzi e bollire a crudo per 10 minuti senz'acqua a fuoco lento. Tenere da parte il brodo ricavato. Soffriggere aglio schiacciato, olio, rosmarino, per 3 minuti. Mettere i pezzi di rospo ed aggiungere il vino bianco e il cognac, i pelati, il peperoncino, aggiustare di sale e cuocere per 20 minuti.

### Bomboletti
I bomboletti sono le comuni lumachine di mare. Si preparano con il finocchietto selvatico, localmente chiamato “bastardo”.

### Frittura di paranza
La frittura di paranza, nata come piatto povero e di recupero, è una frittura di pesce di piccolo taglio diffusa in molte zone d’Italia. La paranza è la tipica imbarcazione a vela, a scafo tondo, monoalbero, che costituiva la caratteristica della paranza sambenedettese, un tempo utilizzata per la pesca a strascico presso le coste dove il mare è basso.

### Cernia con patate
Un classico secondo piatto, con contorno, è la cernia con le patate e l'aggiunta della pancetta. La preparazione prevede pulire il pesce scagliare e togliere le interiora, per poi fare dei tagli lungo il corpo e riempirli di rosmarino, aglio, fette di pancetta e fette di limone. Poi si procede con la preparazione della cottura mettendo l'olio nella teglia, coprire con fette di pancetta, guarnire con fette di limone, aggiungere il succo di limone ed un bicchiere di vino bvianco. A parte condire le patate con olio, sale, pepe, e mettere intorno alla cernia.

### Altri piatti di pesce
Esistono altri piatti di pesce con molluschi e crostacei sia come primi piatti che come secondi, fra i quali:
- Cozze, o muscoli, gratinate;
- Tagliatelle alle telline;
- Spaghetti con le telline;
- Linguine alle vongole;
- Linguine con le ostriche;
- I totani ripieni;
- L’umido di pesce;
- Scampi al forno;
- Scampi affogati al vino bianco;
- Canocchie o cicale lessate;
- Canocchie al forno.[7]

## Piatti unici

### Brodetto alla sambendettese

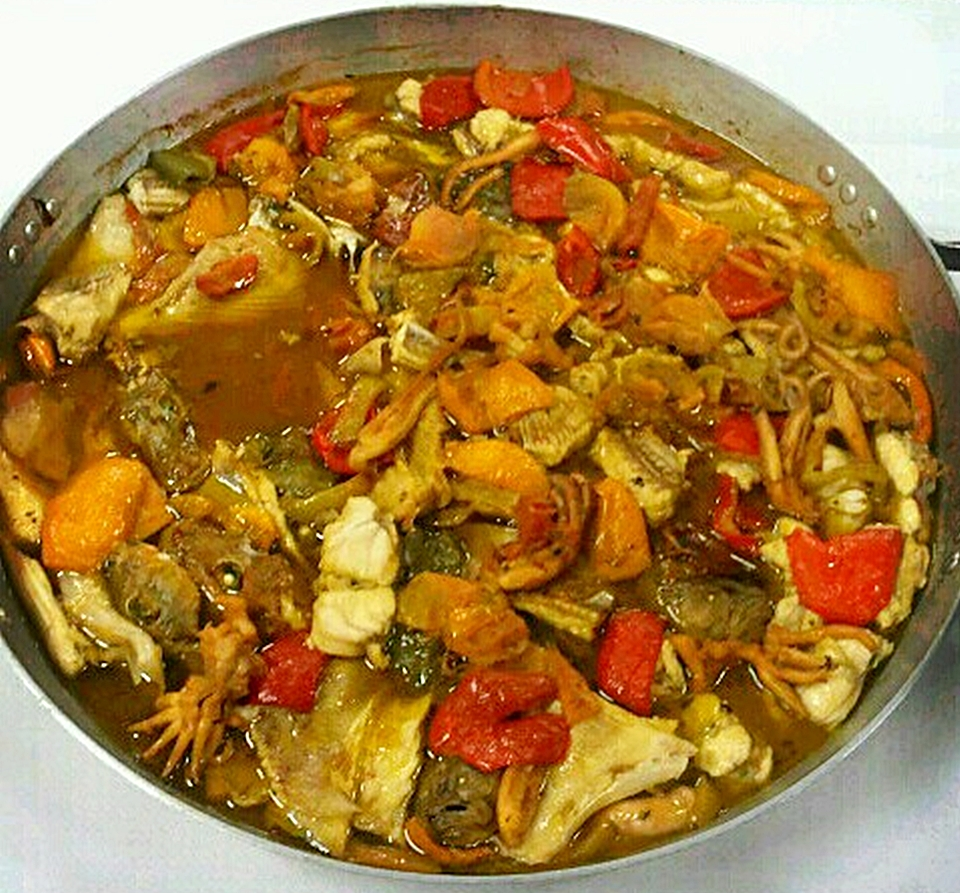
Brodetto alla sambenedettese

Il piatto tipico di San Benedetto del Tronto è il brodetto alla sambenedettese (lu vrudètte in dialetto) che utilizza seppie, gallinelle, scorfano, palombo, rana pescatrice, sgombri di piccola grandezza, razze, scampi o canocchie, merluzzo di media grandezza e per anche gamberotti e vongole o cozze. Veniva preparato senza pomodoro (al limite con pomodoro verde) e con l'aggiunta di peperoni e aceto, unica nel suo genere.
- Preparazione:  mettere in casseruola o tegame in terracotta, piuttosto largo che fondo, olio, ed un tritato di cipolla tritata con il peperoncino, poco prezzemolo; quando la cipolla avrà preso un colore dorato, versare un bicchiere d'aceto e lasciare bollire per 5 minuti. Aggiungere abbondantemente pomodori verdi e peperoni rossi e verdi, pepe macinato, sale, infine pezzi di seppie quindi lasciare cuocere a fuoco lento per 20/30 minuti. Togliere buona parte dei pezzi di seppie che verranno distribuite nei vari seguenti strati e quindi stipare dentro al tegame il pesce prescelto in quest'ordine:
  - strato di fondo: il pesce più duro quello formato da scorfani, scarpena rossa, cappone, regni, palombetto
  - strato: palombo dell'Adriatico, rana pescatrice, piccoli sgombri, razza, arzilla
  - strato superficiale: merluzzo, medio tagliato a grossi pezzi, scampi, a piacimento, qualche sogliola, qualche gamberotto e vongole.

Coprire il tutto con parte delle seppie residue già tolte. A cottura, servirlo con sottofondo di pane tostato o fritto.
Anticamente nelle Paranze veniva preparato in bianco, senza pomodoro, in aceto forte e servito infine su pane duro della riserva viveri di bordo.

## Carni e verdure
Da considerare che il comprensorio del litorale sambenedettese, vede paesi molto vicini sia nelle Marche che dal confinante Abruzzo, le tradizioni contadine e piatti tipici a base di carne e verdure, sono i medesimi di suddetti territori. Quindi è facile trovare piatti della trazione contadina, e non solo, lungo la costa si va dai vincisgrassi ai maccheroncini di Campofilone dal fritto misto all'ascolana agli arrosticini uno dei piatti simbolo della in particolare della cucina abruzzese.

### Coniglio in porchetta e potacchio
Il maiale, protagonista incontrastato delle mense contadine in tutte le forme possibili, è stato affiancato, in tempi più recenti, da gli animali da cortile, oggi particolarmente apprezzati oltre al gusto, per le caratteristiche salutari riconosciute dai dietologi alle carni bianche, il coniglio, in particolare dallo ncip - nciap alla ricetta maceratese che prevede la cottura con del vino cotto. Nelle colline dell'entroterra sambenedettese sono consueti la porchetta e il potacchio di coniglio, che si differenziano, essenzialmente, per l'uso alternativo di due delle erbe maggiormente presenti nei campi, rispettivamente il finocchio selvatico e il rosmarino.
- Conoglio in potacchio - prevede di dividere il coniglio in otto pezzi e strofinarli con uno spicchio d'aglio. Tritare la cipolla, farla appassire nell'olio insieme ad uno spicchio d'aglio e al peperoncino piccante. Quando il tutto sarà rosolato, aggiungere i pezzi di coniglio, rimuovendo l'aglio e il peperoncino dalla casseruola: salare, pepare e versare, infine, il concentrato di pomodoro diluito in poca acqua e vino. Il concentrato di pomodoro, con spicchio di aglio, un bicchiere di vino bianco, peperoncino, una cipollina una manciata di prezzemolo, un rametto di rosmarino sale e pepe. Preparare un trito con prezzemolo e le foglie di rosmarino, da unire al coniglio proprio prima che la sua cottura sa ultimata.
- Coniglio in porchetta - prevede l'aggiunta di prosciutto crudo, pancetta e finocchio selvatico.

### Coratella d'agnello
L'agnello e il pollo, fino a non moltissimi anni fa, erano un lusso piuttosto raro per le famiglie contadine sambenedettesi e del vicino comprensorio, che potevano concedersi queste pietanze in poco occasioni, per lo più festive. Come avviene nel maiale, nulla doveva andare sprecato di quelle carni, se ne impiegavano anche le interiora per preparare degli antipasti, la coratella d'agnello, aromatizzata, e le frattaglie di polo, ben cotte e spalmate sul pane. 

### Verdura campagnola
La verdura campagnola è un misto di erbe quali la cicoria, la rapacciola, il papavero, la bietola selvatica, ed altre varietà. In questa preparazione vengono abbinate ai fagioli, dando esempio di pietanza unica. La preparazione consiste nel lavare accuratamente la verdura e di cuocerla in acqua abbondante salata. Nel frattempo in una padella far soffriggere aglio e peperoncino con olio, aggiungere la verdura e i fagioli lessati. È pronta in 10 minuti di cottura.

## Dolci
Le spiacialità dolciarie arrivano soprattutto dal vicino entroterra, come le pesche dolci di Acquaviva Picena, i dolci carnevaleschi come le castagnole, le chiacchiere e i ravioli di castagne; il frustingo dolce natalizio e la Pizza di Pasqua.

## Bevande
Per quanto riguarda gli alcolici, tutta la zona della Provincia di Ascoli Piceno è nota per la produzione del Rosso Piceno Superiore, Falerio, Rosso Piceno, Passerina, Vino cotto.
- Il Caffè del Marinaio - liquore al caffè da antica tradizione marinara di San Benedetto del Tronto.[1] Secondo la tradizione Il Caffè del Marinaio va gustato bollente, con una nota alcolica lascia in bocca un sapore dove il rum è prominente. Assaggiato freddo da subito refrigerio e ne risalta il sapore dell’anice, mentre a temperatura ambiente si assapora il buon mix di tutti gli ingredienti. Particolarmente gradito se accompagnato a dessert o come guarnizione sul gelato.[10][11][12]